# Armadillo pygmaeus
Armadillo pygmaeus är en kräftdjursart som beskrevs av Gustav Budde-Lund 1912. Armadillo pygmaeus ingår i släktet Armadillo och familjen Armadillidae. Inga underarter finns listade i Catalogue of Life.